# Miliard
Miliard (skrót: mld) – liczba o wartości: 1 000 000 000 = 109 (tysiąc milionów), w krajach stosujących długą skalę. Termin miliard nie ma swojego odpowiednika w większości krajów stosujących skalę krótką. 
W notacji naukowej miliard zapisuje się w postaci 1e9.
W krajach stosujących krótką skalę (głównie kraje anglojęzyczne) liczba 109 nosi nazwę bilion.
W układzie SI mnożnikowi 109 odpowiada przedrostek jednostki miary giga o symbolu G np. GHz – gigaherc, a jego odwrotności (jedna miliardowa) 10-9 odpowiada nano o symbolu n np. nF – nanofarad.